# Длуголенка (Подляское воеводство)
Длуголенка (пол. Długołęka) — деревня в Монькском повете Подляского воеводства Польши. Входит в состав гмины Крыпно. По данным переписи 2011 года, в деревне проживало 720 человек.

## География
Деревня расположена на северо-востоке Польши, к северу от реки Нарев, на расстоянии приблизительно 14 километров к югу от города Моньки, административного центра повета. Абсолютная высота — 125 метров над уровнем моря. К востоку от населённого пункта проходит региональная автодорога 671.

## История
Во второй половине XVI века деревня являлась собственностью церкви (владением Кнышинского прихода). По состоянию на 1795 год Длуголенка входила в состав Бельского повета Подляшского воеводства Королевства Польского.
Согласно «Указателю населенным местностям Гродненской губернии, с относящимися к ним необходимыми сведениями», в 1905 году в деревне Длуголенка проживало 1120 человек. В административном отношении деревня входила в состав Крипянской волости Белостокского уезда (3-го стана).

В период с 1975 по 1998 годы Длуголенка являлась частью Белостокского воеводства.